# مناحيم مندل كاشير
مناحيم مندل كاشير (بالعبرية: מנחם מנדל כשר‏) (7 مارس 1895 - 3 نوفمبر 1983) حاخام إسرائيلي بولندي المولد، ومؤلف غزير الإنتاج قام بتأليف عمل موسوعي عن التوراة بعنوان «توراة شيليماه» .
في عام 1963 مُنح الحاخام كاشير جائزة إسرائيل في الأدب الحاخامي.

## النشأة
ولد كاشير عام 1895 في مدينة وارسو في بولندا (التي كانت آنذاك جزءًا من الإمبراطورية الروسية). والده الحاخام يتسحاق بيرتس. وفي سن التاسعة عشرة قام بتحرير مجلة «ديجل هاتوراه»، لسان حال الفرع البولندي لمنظمة أغوداث إسرائيل.
وفي عام 1924 (أو 1925 ) وفي استجابة لدعوة وجهت له من جير ريبي، والحاخام أبراهام مردخاي ألتر انتقل كاشر إلى القدس في فلسطين تحت الانتداب البريطاني، لتأسيس المدرسة الدينية اليهودية «سفاس إيميس» تكريما لوالد ريبي، يهودا أرييه ليب ألتر. وعمل بعد ذلك رئيسا لتلك المدرسة الدينية في أول عامين. ساعد لاحقًا في جلب ريبي إلى فلسطين بعد حوالي ستة أشهر من اندلاع الحرب العالمية الثانية.

## توراة شيليماه
ينقسم العمل الرئيسي لكاشير «توراة شيليماه» (التوراة الكاملة) إلى قسمين. الجزء الأول هو الموسوعة وهو أول عمل ينشر كل الشريعة المكتوبة (وهي أسفار موسى الخمسة) والتعاليم الشفوية (وهي التلمود والمدراشم) جنبًا إلى جنب. نشر كاشير من مخطوطة عدة أعمال ميدراشي لم تكن معروفة من قبل مثل مدراش تايمان. يتكون الجزء الأخير من التعليقات التوضيحية الشاملة والإضافات التي استخدم فيها معرفته وفهمه لالنصوص المتنوعة بالإضافة إلى معرفته شبه الموسوعية في جميع النصوص اليهودية لتوضيح العديد من النقاط الغامضة في التلمود وتفسير رامبام.
نُشر المجلد الأول من توراة شيليماه في القدس عام 1927، وتضمن 352 مدخلاً. نُشر المجلد الثامن والثلاثون في حياته (1983).
نُشر المجلد التاسع والثلاثون بعد وفاته على يد صهره الدكتور الحاخام آرون جرينباوم والذي يتضمن سيرة ذاتية قصيرة لكاشير. ويتضمن المجلد الأربعون سيرة موسعة وقائمة كاملة لأعماله.
وحتى اليوم تم طباعة خمسة وأربعين مجلدا تغطي الأربعة الأولى كتب أسفار موسى الخمسة.

## نشاطات أخرى
وكان المؤيد والداعم الرئيسي وراء إنشاء مجلة «نعوم» المتخصصة في التوراة وصدر منها 25 مجلدًا. كما كتب العديد من المقالات بها. وقام نجله موشيه بتحرير 25 مجلدًا ظهرت بين عامي 1958 و 1984.
وله عمل آخر هو «جيمارا شيليماه» وكان الهدف منه مناقشة ومقارنة النصوص المختلفة للتلمود، لكنه لم يكتمل أبدًا.

## أحكام الشريعة
- سمح بممارسة إيروف (وهو احتفال تمارس فيه أفعال محرمة في الشريعة) في مانهاتن (خلافًا لحكم الحاخام موشيه فينشتاين)
- اتخذ موقفًا دينيًا بشأن خط التاريخ الدولي في القانون اليهودي
- وبعد إقامة دولة إسرائيل، دعا إلى شرب كأس خامسة في عيد الفصح.[3] رُفض طلبه إلى الحاخامية الكبرى.[4]

## الجوائز والتكريم
- في عام 1963 مُنح الحاخام كاشير جائزة إسرائيل في الأدب الحاخامي. [1]
- حصل على الدكتوراه الفخرية من جامعة يشيفا.

## الأعمال المنشورة[5]
- توراة شيليماه — عمل موسوعي عن التوراة
- HaTekufah HaGedolah (القدس 1969) — أطروحة تشرح أحداث عصرنا وفقًا لليهودية، وتعتبر بمثابة دحض لأفكار كتاب ساتمار راف، بعنوان «يوئيل موشيه»، حيث يشرح ساتمار راف وجهة نظره بأن الصهيونية كانت ضد الشريعة اليهودية.
- Ha'odom Al Hayareiach (القدس 1970) — ويناقش القضايا اللاهوتية والقانونية بشأن اكتشاف القمر.
- HaMechilta DeRashbi VeHaRambam (نيويورك 1943) — مناقشة العلاقة بين كتاب رمبام «مشناه توراة» والمدراش المنشور مؤخرا.
- Haggada Sheleimah (نيويورك 1961) — عمل موسوعي عن عيد الفصح هاجادا.
- Haggda Leil Shimurim (القدس 1983) - تضم حوالي 100 قول «متعلق بالفصح» من الحكماء الخمسة المذكورين في الهجادا.
- كاف حتاريش (القدس 1977) - يناقش خط التاريخ في القانون اليهودي. يتضمن خرائط ملونة كاملة والآراء الرئيسية الثلاثة حول الموضوع بالإضافة إلى رأيه الرابع.
- سفر شمع يسرائيل (القدس 1980) ويضم حوالي 500 مقولة في الفصل الأول من الشما.